# Frihetsbrevet
Frihetsbrevet var en överenskommelse som slöts i Uppsala den 8 juli år 1319 där den svenska aristokratin, vid valet av Magnus Eriksson till svensk konung, förband sig till vissa skyldigheter. Inget original av denna akt finns bevarad.

## Källmaterialet
Avskrift infördes i de olika registren som tillhörde Linköpings domkyrkoarkiv vid 1300-talets och 1400-talets slut. Johannes Rudbeckius var först med att trycka det i Privilegia quaedam doctorum som senare blev förbjuden. Johan Hadorph lät göra en avskrift av ett originaldokument som infördes i hans Samlade avskrifter (E 80 B, pag. 17). I slutet av avskriften finns även originalaktens dittills bevarade sigill avbildade, vilka tillhörde Magnus Bengtsson, Stefan Röriksson, Knut Jonsson, Gustav Tunasson, Erengisle Näskonungsson, samt Magnus Nilsson. Hadorph lät trycka aktstycket som bilaga i sin utgåva av rimkrönikornas andra del. Johan Peringskiölds avskrift av dokumentet anses vara en kopia av Hadorphs text, som blivit rättad efter registret från Linköping  .

## Brevets artiklar
- Att skydda allmänheten.
- Att bevaka kyrkans gamla privilegier.
- Om nya gärders påläggande.
- Extra gärder endast till rikets försvar.
- Att extra gärder skall uppbäras av en tremannagrupp inom varje stift. Två av dessa skall väljas av allmogen och den tredje av brevutfärdarna.
- Att bistå drotsen Matts Kättilmundsson eller hans ställföreträdare tills konungen nått myndigt år.

## Sammanfattning av innehåll
Ärkebiskopen Olof i Uppsala, samt biskoparna Karl i Linköping, Bengt i Skara, Styrbjörn i Strängnäs, Israel i Västerås och Magnus i Växjö, drotsen Matts Kettilmundsson, lagmannen i Uppland Birger Persson, Finvid Nilsson, Magnus Bengtsson, Lars Ulfsson, lagman i Södermanland, Stefan Röriksson, Bo Nilsson, lagman i Östergötland,  Knut Jonsson, Filip Ulfsson, Erik Turesson, Sune Jonsson av Öland, Tyko Jonsson, lagman i Tiohärad, Tore Kettilsson, Knut Magnusson, lagman i Västergötland, Johannes Tolvsson, Gustav Tunasson, Erengisle Näskonungsson, Nils Björnsson, lagman i Närke, Håkan Jonsson Läma, Magnus Nilsson, lagman i Västmanland, låter hälsa i herren Jesu Kristo, att efter det att somliga tidigare konungar och hövdingar har illa hållit kyrkans och rikets mäns lag, friheter och goda gamla sedvanor, lagt på oskäliga skatter och annan börda med makt och övervåld och mot Guds rättvisa och rikets traditioner. 
Därför genom detta konungaval anklagar vi sådan olaglig tunga hädanefter och vi alla nämnda lovar med vår rätta tro och sanning på konungens vägnar som ännu ej laga år är kommen, alla rikets män och kyrkan i Sverige, att obrottsligt hålla lag, friheter, privilegier och gamla sedvanor, med all vår makt. Endast om något obetängt anfall, som Gud förbjude, skall extra börda uttagas, men då skall det först till oss alla kungöras och av oss rannsakas och förtäljas, och därefter av oss kungöras till allmänheten i hela landet, och därefter rannsakas vårat och menigheten i rikets samlade råd och samtycke. Om så sker skall det uppbäras av en av oss och två som allmogen själva utser i varje biskopsdöme. Denna extra skatt skall då ej användas till annan nytta än det den är ålagd till och uppburen är för. Samt att vi alla förnämnda lovar att bistå drotsen Mattis Kaethilmundason och den som i hans ställe blir förordnad till rättvisans skipande, intill dess kungen hunnit till myndiga år.